# بلزباب (مانگا)
بلزباب (ژاپنی: べるぜバブ هپبورن: Beruzebabu) یک مجموعه مانگای ژاپنی که توسط رییوهه تامورا نوشته و مصورسازی شده است، و توسط انتشارات شوئیشا به‌صورت تکباره ابتدا در سال ۲۰۰۸ هفته‌نامه شونن جامپ به چاپ رسید. سپس انتشار مانگا از فوریه ۲۰۰۹ الی فوریه ۲۰۱۴ در همان مجله به‌شورت سریالی ادامه پیدا کرد، و از آن پس به جامپ نکست منتقل شد.
استودیو پیرو+، اووی‌ای بلزباب را تهیه کرده و آن را در اکتبر ۲۰۱۰ منتشر کرد که به دنبال آن یک مجموعه تلویزیونی انیمه ۶۰ قسمتی نیز در ژاپن، از ۹ ژانویه ۲۰۱۱ شروع شده و تا ۲۵ مارس ۲۰۱۲ ادامه داشت.

## داستان
داستان درباره یک پسر سال اولی به نام اُگا تاتسومی است که در دبیرستانی دارای دانش‌آموزان متخلف به نام ایشیئاما در حال تحصیل می‌باشد. داستان از جایی شروع می‌شود که او حکایت چگونه پیدا کردن کودکی به نام بلبو را به دوست صمیمی خود فوروایچی تاکایوکی بیان می‌کند. در یکی از روزها هنگامی که در کنار رودی در حال چرت زدن بود، چند تن به بهانه انتقام به او حمله کردند. بعد از شکست خوردن آن‌ها در برابر اگا، او مردی قوی هیکل را دید که در رودخانه شناور است. اگا او را به خشکی کشاند، اما آن مرد به یکباره از وسط به دو نیم شده و کودکی از درون او بیرون آمد. اما این کودک کسی نبود جز پسر پادشاه اهریمن‌ها، دایمائو و اگا به عنوان کسی که قرار است او را به همراه یک پیشخدمت جدی به نام هیلدگارد بزرگ کند انتخاب شده بود. اگا که به ناچار مجبور بود همیشه در کنار بلبو بماند (بدلیل اینکه اگر بیش از پانزده متر از او فاصله می‌گرفت جان خود را از دست می‌داد) او را حتی به مدرسه ایشیئاما می‌برد. تمام تلاش اگا برای پیداکردن شخصی قویتر و شیطانیتر از خودش برای سپردن این کودک به آن شخص بود.